# Felix-René Altmayer
Felix-René Altmayer, francoski general, * 1882, † 1976.